# Araiopogon gayi
Araiopogon gayi är en tvåvingeart som först beskrevs av Macquart 1838.  Araiopogon gayi ingår i släktet Araiopogon och familjen rovflugor. Inga underarter finns listade i Catalogue of Life.